# Maratus tasmanicus
Espèce
Maratus tasmanicus est une espèce d'araignées aranéomorphes de la famille des Salticidae.

## Distribution
Cette espèce est endémique d'Australie. Elle se rencontre en Australie-Occidentale et en Tasmanie.

## Description

### Le mâle
Les mâles mesurent de 4,39 à 5,10 mm. Ses chélicères sont courtes, étroites, glabres et marron foncé. Des setæ blancs et longs se déploient sur le clypéus et sous les yeux antérieurs médians. Ces derniers sont bordés d'écailles. La zone oculaire comporte 5 rayures rouge-orangé alternant avec 4 rayures grises. Derrière la zone oculaire, la carapace est marron foncé et est disséminée d'écailles plus orangées, avec une bande médiane et deux bandes latérales blanches. À l'exception d'une rayure blanche d'écailles de chaque côté, le dessous et les flancs de la carapace sont marron foncé.
L'opisthosome dorsal présente de longs setæ blancs se déployant depuis le bord antérieur. Il comporte aussi un motif distinctif de trois larges bandes orange voire rouge-orangé d'écailles colorées sur fond d'écailles iridescentes bleu-vert. Chaque appendice latéral montre un gros point noir entouré d'écailles iridescentes bleu-vert en continuité avec l'opisthosome dorsal. Les filières sont noires ou marron foncé avec une tache triangulaire de setæ blancs. Sur sa face ventrale, l'opisthosome est marron avec de nombreuses setæ blancs formant une bande centrale et deux bandes latérales de chaque côté de la précédente là où les setæ sont plus épars. Le sternum est plus sombre.
Les pattes I et II - de même taille - sont plus courtes que les autres. Les pattes I et II (et dans une moindre mesure les pattes IV) présentent alternativement des anneaux blancs et orange alors que les pattes III sont plus uniformément marron foncé ou noires, particulièrement sur les tibias et les métatarses.
La structure détaillée des pédipalpes est semblables aux autres espèces du genre Maratus.

### La femelle
La femelle mesure de 5,24  à   5,62 mm et peut être aisément distinguée du mâle. Ses chélicères sont glabres et marron translucide. De longs setæ blancs couvrent le clypéus et atteignent les chélicères. Des écailles marron clair entourent les yeux antérieurs médians. La zone oculaire est recouverte de setæ marron clair avec trois bandes longitudinales indistinctes de setæ marron.
L'opisthosome est recouvert de setæn marron clair ainsi que de motifs caractérisés par des setæ marron clair ou blancs. Les filières sont noires et surmontées d'une tache triangulaire de setæ blancs.
Les pattes I et II sont plus courtes que les autres. Les quatre paires sont translucides et marron clair. Des anneaux marron foncé se situent à la jonction entre les différents segments.

### Juvénile
Les mâles juvéniles présentent des motifs blancs et marron foncé.

## Éthologie
Lors de la parade nuptiale, le mâle se place face à la femelle et lève sa paire de pattes III tout en dressant son opisthosome aux appendices latéraux déployés. Il effectue une vibration verticale des pédipalpes ainsi qu'un mouvement rapide des pattes III levées au dessus de la tête. Le mâle réalise aussi une rotation ou vibration de l'opisthosome tout en effectuant de rapides mouvements de décalages d'un côté à l'autre.

## Étymologie
Son nom d'espèce lui a été donné en référence au lieu de sa découverte, la Tasmanie.

## Publication originale
- Otto & Hill, 2013 : Three new Australian peacock spiders (Araneae: Salticidae: Maratus). Peckhamia, vol. 108.1, p. 1-39 (texte intégral).